# Manu Van Acker
Manu Van Acker (Oostende, 16 juli 1999) is een Belgische acteur, presentator, zanger en danser. Hij werd bekend dankzij zijn rol in de serie Nonkels en als radiopresentator bij MNM.

## Biografie
Van Acker is afkomstig uit Oostende, maar na zijn studies bij het RITCS in Brussel, waar hij een master in de audiovisuele kunsten afstudeerrichting radio behaalde, besloot hij om daar te blijven wonen.
Hij startte zijn media-carrière in 2021 als radiopresentator bij MNM, waar hij eerst ochtendshows presenteerde. Vanaf 2022 speelt hij ook een bijrol als kassier Pascal in de komische serie Nonkels. Medio 2023 presenteerde hij op MNM samen De Weekendploeg met Charlotte Sieben, 's middags in het weekend. In 2023 kreeg hij een rubriek in Iedereen beroemd, Manusje-van-alles. Ook vertolkte hij ook nog gastrollen in Onder Vuur en De Laatste Dag. In het najaar van 2023 nam hij deel aan De Slimste Mens ter Wereld, waar hij met drie deelnames genoeg had voor een plaats in de finaleweken. Uiteindelijk strandde hij op de tiende plaats, nadat hij de finale verloor van Maureen Vanherberghen. Een jaar later keerde hij terug naar het programma, dit keer als jurylid. Voor De Warmste Week 2023 was hij naast Pien Lefranc een van de twee Vliegende Reporters. Sinds februari 2024 is Van Acker ook te zien als sidekick en acteur in De Ideale Wereld. In april 2024 maakt Van Acker zijn debuut als presentator in Het perfecte plaatje. In de zomer van 2024 maakte Van Acker zijn musicaldebuut als lakei Aimé in de Studio 100-musical Sneeuwwitje. In het najaar van 2024 verhuisden Van Acker en copresentator Sieben naar de vrijdagavond om er De Vrijdag is van ons te presenteren. Begin 2025 deed hij mee aan Een echte job op VTM, waar hij als verpleger dienst deed op de spoedafdeling van UZ Leuven. In de finale van het Eurovisiesongfestival 2025 mocht hij, als beste vriend van inzending Red Sebastian, de punten van de Belgische vakjury uitreiken.
In het tv-seizoen 2025-2026 is Van Acker presentator van Het complot op VTM.

## Film- en tv-rollen
| Jaar       | Film/programma             | Rol                 | Opmerkingen          |
| ---------- | -------------------------- | ------------------- | -------------------- |
| 2020       | 100% Wolf                  | Hamish              | stemrol              |
| 2022, 2024 | Nonkels                    | Pascal              |                      |
| 2022       | Onder Vuur                 | medewerker stadhuis |                      |
| 2023       | Gayau                      | dokter              |                      |
| 2023       | De Laatste Dag             | Jurgen              |                      |
| 2023       | De Slimste Mens ter Wereld | Kandidaat           |                      |
| 2024-heden | De Ideale Wereld           | Sidekick en acteur  | verschillende rollen |
| 2024-heden | De Slimste Mens ter Wereld | Jurylid             |                      |
| 2024       | The Masked Singer          | Gastspeurder        |                      |